# Kronizm
Kronizm – w zoologii oznacza rodzaj kanibalizmu: zabijanie i pożeranie własnego potomstwa. W antropologii jest synonimem ludożerstwa. Nazwa wywodzi się od mitologicznego Kronosa, pożerającego własne dzieci.
Kronizm zaobserwowano m.in. u bocianów (bocian biały), gdzie ofiarą zabójstwa zazwyczaj pada najmłodsze pisklę, które wykluwa się z najpóźniej złożonego jajka. Dzieciobójstwo u bociana białego może odpowiadać za 40% strat wśród embrionów (gdy rozbijane jest jajko) i aż 70% strat wśród piskląt. Nie udało się ustalić związku kronizmu u bociana z płcią czy wiekiem rodziców. Przypuszcza się, że dorosłe bociany redukują liczbę potomstwa by dostosować się do zasobów pokarmowych i własnych możliwości wykarmienia piskląt.